# Foucherans, Doubs
Foucherans är en kommun i departementet Doubs i regionen Bourgogne-Franche-Comté i östra Frankrike. Kommunen ligger i kantonen Ornans som tillhör arrondissementet Besançon. År 2015 hade Foucherans 466 invånare.

## Befolkningsutveckling
Antalet invånare i kommunen Foucherans
Referens:INSEE